# Cellariopsis deubeli
Cellariopsis deubeli е вид коремоного от семейство Oxychilidae.

## Разпространение
Видът е разпространен в Словакия.